# 苏集站
苏集站，位于中华人民共和国内蒙古乌兰察布市察哈尔右翼前旗，邮政编码012211，建于1922年，是京包铁路的一个车站。离北京站494公里，离包头站338公里。距上行车站纳继站9公里，距下行车站古营盘站5公里。该站隶属呼和浩特铁路局集宁车务段。办理客运业务（旅客乘降，行李、包裹托运）和货运业务（办理整车，不办理危险货物发到），为四等车站，本站及相邻上下行区间均为电气化区段。车站距离208国道约1.5公里，距集丰高速公路约1公里。